# Adams æbler
 For alternative betydninger, se Adamsæble (flertydig). (Se også artikler, som begynder med Adamsæble)
Adams æbler er en dansk komediefilm fra 2005, som er skrevet og instrueret af Anders Thomas Jensen. Medvirkende i filmen er bl.a. Mads Mikkelsen, Ulrich Thomsen, Nicolas Bro, Paprika Steen, Nikolaj Lie Kaas og Ali Kazim. Adams æbler havde premiere 15. april 2005. Filmen blev produceret af M&M Productions og havde et budget på 22 mio. kr. Adams æbler solgte over 350.000 billetter og indtjente omtrent 19 mio. kr. i 2005.

## Handling
Adam er løsladt på prøvetid fra fængslet, og skal i denne tid opholde sig i en kirke (Horne Kirke), hvor Ivan er præst. Ivan har to andre hjælpere, også tidligere kriminelle. Adam har svært ved at tage opholdet i kirken seriøst, og foreslår Ivan at hans "store mål" skal være at bage en æblekage. Men det viser sig faktisk at være ret problematisk. Krager angriber gang på gang æbletræet, og deres komfur som kagen skal bages i, går i stykker. Ivan mener bestemt at der er tale om at Satan forsøger at teste dem.
Ivan har haft en svær tid. Hans mor døde tidligt, hans kone begik selvmord fordi de fik et handicappet barn, og kræft begynder nu også at plage Ivan. Ivan tvinger dog sig selv til kun at se på den positive side af tingene, og det har gennem tiden gjort ham sindssyg – meget sindssyg. Adam kan hurtigt konstatere at Ivan ikke er helt normal, og forsøger at nå til bunds i sagen.

## Modtagelse
| Samlet vurdering      | Samlet vurdering |
| Kilde                 | Vurdering        |
| --------------------- | ---------------- |
| Metacritic            | 51/100           |
| Rotten Tomatoes       | 70%              |
| Anmeldernes vurdering |                  |
| Kilde                 | Vurdering        |
| Berlingske Tidende    | [ 7 ]            |
| Ekstra Bladet         | [ 7 ]            |
| Jyllands-Posten       | [ 7 ]            |
| Kristeligt Dagblad    | [ 7 ]            |
| Politiken             | [ 1 ]            |

Filmen blev modtaget med positive anmeldelser og modtog adskillige danske og internationale priser og nomineringer, såsom Robert-prisen for årets danske spillefilm og årets originalmanuskript i 2006, og nominering i kategorien bedste europæiske film ved European Film Awards. Filmen blev også kaldt den for Jensens hidtil bedste.

## Medvirkende
- Mads Mikkelsen – Ivan
- Nicolas Bro – Gunnar
- Ali Kazim – Khalid
- Ulrich Thomsen – Adam
- Paprika Steen – Sarah
- Lars Ranthe – Esben
- Nikolaj Lie Kaas – Holger
- Ole Thestrup – doktor Kolberg
- Emil Kevin Olsen – Christoffer
- Gyrd Løfqvist – Poul
- Peter Reichhardt – Nalle
- Tomas Villum Jensen – Arne
- Peter Lambert – Jørgen
- Solvej Christensen – pige på benzinstationen
- Rasmus Rise Michaelsen – dreng på benzinstationen
- Jakob-Ole Remming – dreng på benzinstationen
- Per Holm Henriksen – patient

## Musik i filmen
I filmen bruges blandt andet sangen How Deep Is Your Love fremført af Bee Gees.